# 2회 농심 신라면배 세계바둑 최강전
2회 농심 신라면배 세계바둑 최강전은 대한민국, 중국, 일본사이에 바둑 대결이다. 한국이 2연패를 달성했다.  

## 대국 결과
| 대국 | 대국일자 | 대국일자  | 차전  | 대국장소                  | 승자                 | 패자                 | 결과              | 기보                             |
| ---- | -------- | --------- | ----- | ------------------------- | -------------------- | -------------------- | ----------------- | -------------------------------- |
| 1    | 2000년   | 10월 17일 | 1차전 | 베이징                    | 최철한 三단          | 위핑 六단            | 223수 흑 불계승   |                                  |
| 2    | 2000년   | 10월 18일 | 1차전 | 베이징                    | 최철한 三단          | 왕밍완 九단          | 251수 백 7집반승  |                                  |
| 3    | 2000년   | 10월 19일 | 1차전 | 베이징                    | 최철한 三단          | 류징 八단            | 247수 백 1집반승  |                                  |
| 4    | 2000년   | 10월 20일 | 1차전 | 베이징                    | 고바야시 사토루 九단 | 최철한 三단          | 143수 흑 불계승   |                                  |
| 5    | 2000년   | 11월 26일 | 2차전 | 서울 농심 본사            | 사오웨이강 九단      | 고바야시 사토루 九단 | 252수 흑 1집반승  |                                  |
| 6    | 2000년   | 11월 27일 | 2차전 | 서울 농심 본사            | 목진석 六단          | 사오웨이강 九단      | 273수 흑 불계승   |                                  |
| 7    | 2000년   | 11월 28일 | 2차전 | 서울 농심 본사            | 다케미야 마사키 九단 | 목진석 六단          | 253수 백 10집반승 | [ 깨진 링크 ( 과거 내용 찾기 ) ] |
| 8    | 2000년   | 11월 29일 | 2차전 | 서울 농심 본사            | 창하오 九단          | 다케미야 마사키 九단 | 212수 흑 9집반승  |                                  |
| 9    | 2001년   | 3월 14일  | 3차전 | 중국 상하이 레인보우 호텔 | 창하오 九단          | 최명훈 七단          | 278수 흑 2집반승  |                                  |
| 10   | 2001년   | 3월 15일  | 3차전 | 중국 상하이 레인보우 호텔 | 야마시타 게이고 七단 | 창하오 九단          | 173수 흑 불계승   |                                  |
| 11   | 2001년   | 3월 16일  | 3차전 | 중국 상하이 레인보우 호텔 | 조훈현 九단          | 야마시타 게이고 七단 | 258수 백 4집반승  |                                  |
| 12   | 2001년   | 3월 17일  | 3차전 | 중국 상하이 레인보우 호텔 | 조훈현 九단          | 위빈 九단            | 158수 백 불계승   |                                  |
| 13   | 2001년   | 3월 18일  | 3차전 | 중국 상하이 레인보우 호텔 | (故)가토 마사오 九단 | 조훈현 九단          | 298수 백 3집반승  |                                  |
| 14   | 2001년   | 3월 19일  | 3차전 | 중국 상하이 레인보우 호텔 | 이창호 九단          | (故)가토 마사오 九단 | 159수 흑 불계승   |                                  |

결과: 대한민국 우승 (7승 4패), 일본 준우승 (4승 5패), 중국 3위 (3승 5패)